# Power walking

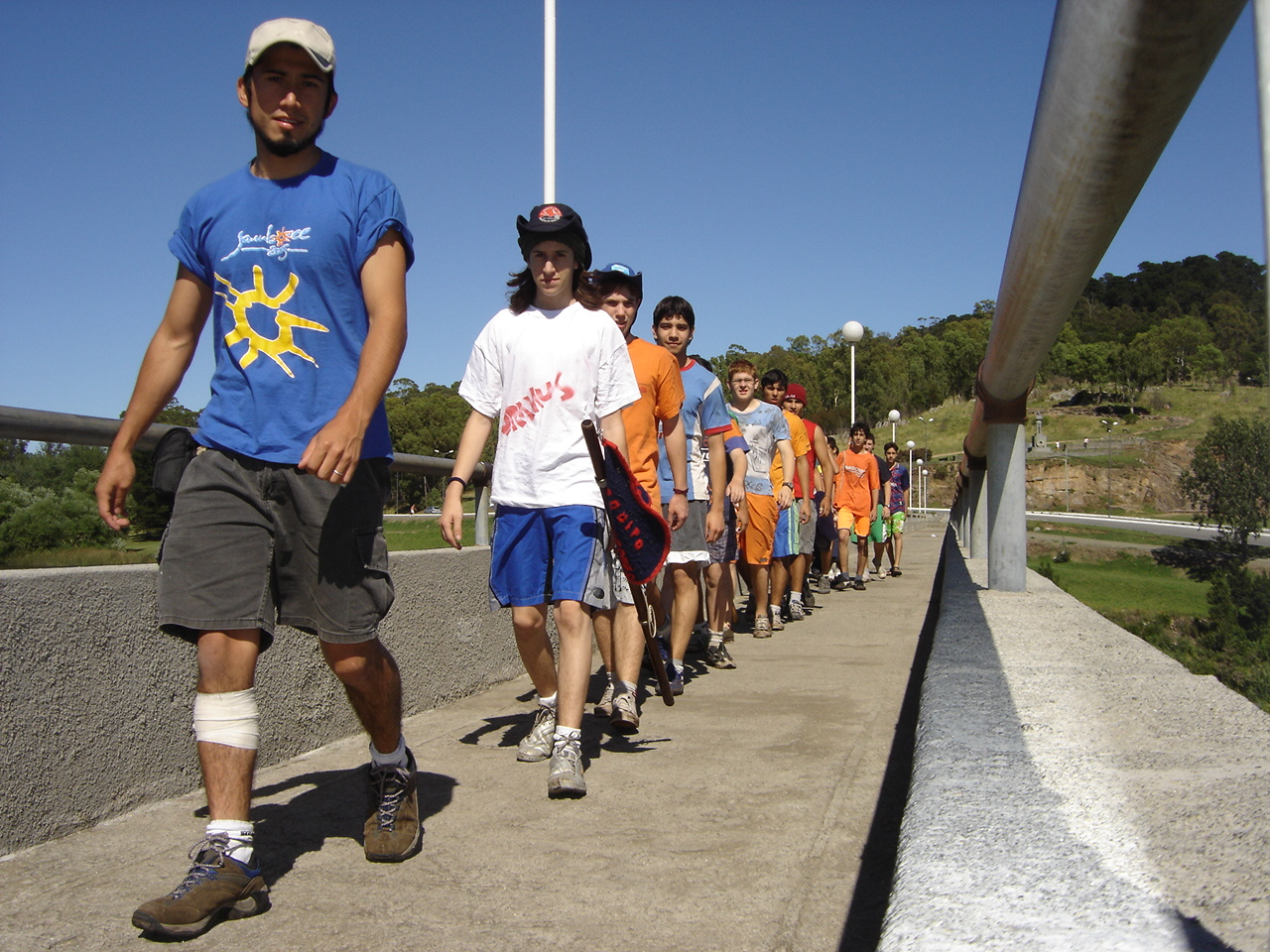
Caminantes

El Power walking es una disciplina atlética y una de las variantes que tiene la caminata rápida (Speed walking, en inglés). Se fundamenta en caminar con un ritmo sostenido y rápido.

## Historia
El origen del Speed walking y sus variantes como el Power walking se encuentra en los grandes marchadores del siglo XIX y también en los marchadores del antiguo Race Walking, o antigua marcha atlética (1908-1956), que utilizaron una técnica de marcha similar a las variantes actuales del Speed walking.
En la década de los años noventa del siglo XX, el Power walking dio sus primeros pasos como tal y fue incorporado como categoría oficial del Maratón de Berlín en 1999. Fue la primera vez que una gran prueba en ruta lo admitió.

## Técnica
La técnica de Power walking se basa en el control postural del cuerpo del marchador. La técnica de Power walking obliga a mantener los hombros atrás, la vista al frente, el pecho y el abdomen activados, un movimiento alternativo de pies y brazos, los brazos doblados, la flexión de la rodilla delantera, un pie en permanente contacto con el suelo. Y prohíbe descolocar la cadera y cruzar los brazos por delante del pecho. La técnica de Power walking es similar a las otras técnicas de Speed walking, como por ejemplo el Fit walking, la versión italiana del Power walking creada por el marchador Maurizio Damilano, o el Beach Walking. Las diferencias entre estas tres técnicas son escasas y se centran en el movimiento de brazos y caderas.

## Regla del Antiguo Race Walking
El Power walking respeta la Regla del antiguo Race Walking (antigua marcha atlética), cambiada en 1956, ya que obliga a mantener un contacto permanente de un pie con el suelo y admite la flexión de la rodilla de la pierna delantera.
La marcha atlética actual tiene una Regla distinta y presenta diferencias técnicas con el Power walking.

## Errores en la técnica
Los errores más comunes cometidos durante la práctica del Power walking provienen de la mala postura del cuerpo y se producen cuando se pierde la consciencia de la postura que se debe mantener. Los principales errores son los siguientes:
1. Desactivar el pecho y el abdomen. 
2. Cruzar los brazos por delante del cuerpo. 
3. Descolocar la cadera. 
4. Forzar la elevación de la punta del pie o apretar las manos.

## Campeonatos, competiciones y plusmarcas
En la actualidad, hay campeonatos y competiciones de Power walking. Por ejemplo, los World Senior Games incluyen el Power walking en tres distancias: 1,5 km, 3 km y 5 km. Y, en algunos países, hay competiciones de Power walking incluidas en pruebas de ruta: Kassel Marathon, Baden-Marathon, Journeys Marathon, etc.
En los últimos años, se han batido además plusmarcas mundiales de Power walking en las distancias de 5 km, 10 km, media maratón, 30 km, maratón o Multiday, es decir, de varios días de duración.

## Salud
El Power walking es menos exigente biomecánicamente que otras actividades físicas como el running. Al carecer de fase de vuelo -uno de los dos pies está siempre en contacto con el suelo-, las articulaciones sufren un menor desgaste.
Durante el transcurso de la caminata, además, el ritmo de pulsaciones se mantiene en una zona moderada, lo que permite al organismo quemar grasas, mejorar la circulación sanguínea y la oxigenación general del cuerpo, así como disminuir la tensión arterial y el colesterol, mejorar el sistema cardíaco, prevenir la diabetes, etc.
Según un estudio reciente de la Asociación Americana del Corazón (American Heart Associaton) en el que se compara el Power walking con el running, con un gasto de energía similar correr reduce el riesgo de hipertensión en un 4,2%, mientras que caminar lo hace en un 7,2%. Con respecto al riesgo de colesterol alto, correr supone una reducción del mismo de un 4,3%, mientras que caminar lo hace en un 7%. Finalmente, en cuanto a las enfermedades cardíacas, correr reduce el riesgo en un 4,5%, y caminar, en un 9,3%.